# Forno di Zoldo
Forno di Zoldo là một đô thị ở tỉnh Belluno trong vùng Veneto, có vị trí cách khoảng 100 km về phía bắc của Venice và khoảng 25 km về phía bắc của Belluno. Tại thời điểm ngày 31 tháng 12 năm 2004, đô thị này có dân số 2.784 và diện tích 79,9 km².
Forno di Zoldo giáp các đô thị: Castellavazzo, Cibiana di Cadore, La Valle Agordina, Longarone, Ospitale di Cadore, Vodo di Cadore, Zoldo Alto, Zoppè di Cadore.